# Cohors XIII urbana

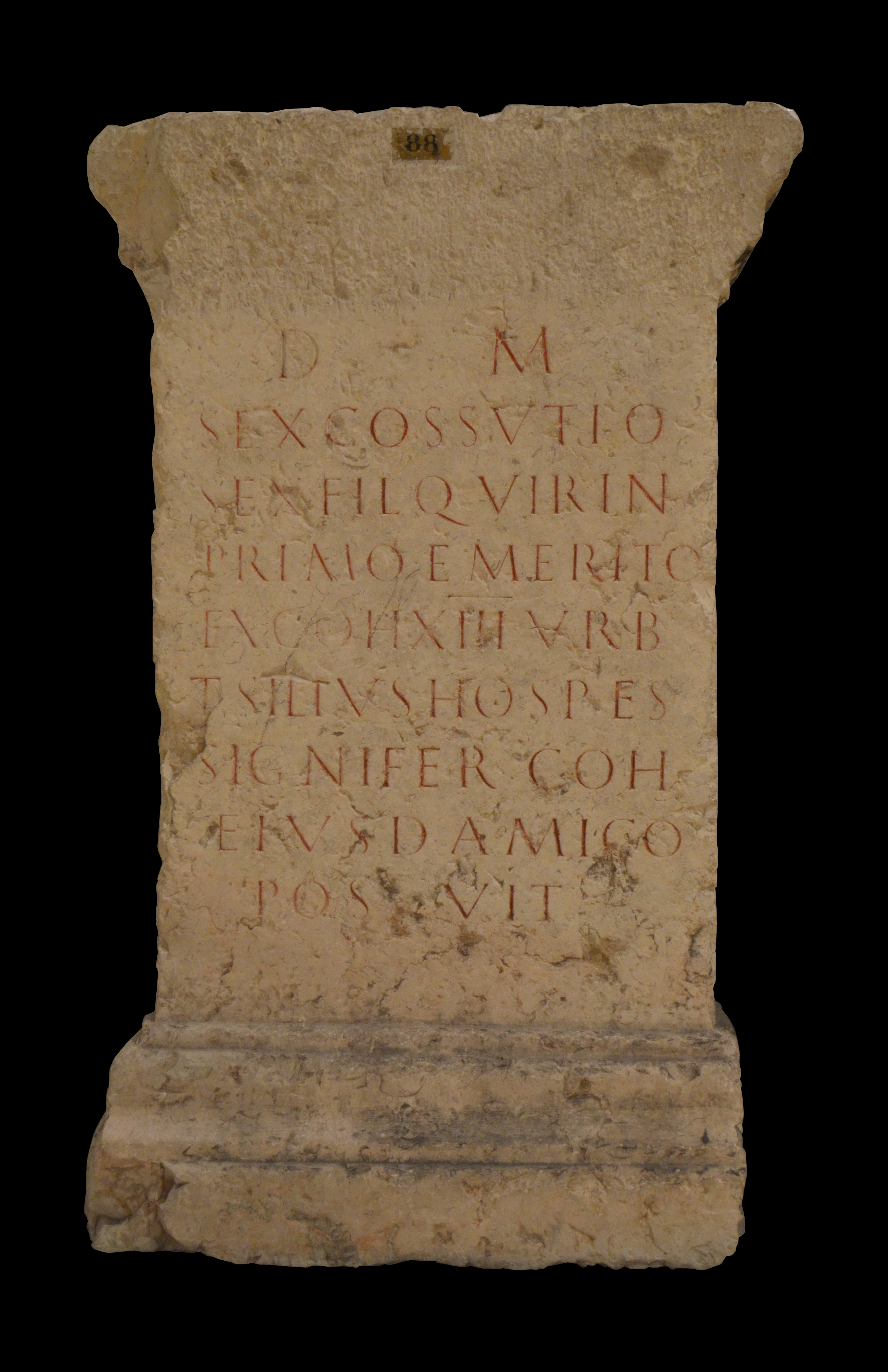
Der Grabstein des Sextus Cossutius Primus

Die Cohors XIII Urbana (deutsch 13. Kohorte die Städtische) war eine römische Stadtkohorte. Sie ist durch Militärdiplome und Inschriften belegt.
In der Kaiserzeit waren in Rom drei unterschiedliche Truppen stationiert: die Cohortes praetoriae, die Cohortes vigilum und die Cohortes urbanae. Die Stadtkohorten wurden unter Augustus, möglicherweise um 27 v. Chr. eingeführt, um Polizeiaufgaben zu übernehmen. Sie sind erstmals durch Cassius Dio für 5 n. Chr. bezeugt. Diese Stadtkohorten waren außer in Rom zu verschiedenen Zeiten auch noch in Karthago, Lugdunum, Ostia und Puteoli stationiert.
Als Sollstärke einer Cohors urbana werden in den literarischen Quellen 1000 bis 1500 Mann angegeben.

## Geschichte
Die Kohorte war in Rom sowie in den Provinzen Africa und Gallia Lugdunensis stationiert. Sie ist auf Militärdiplomen für die Jahre 79 bis 193 n. Chr. aufgeführt.
Durch Augustus wurde 15 v. Chr. eine Münzstätte in Lugdunum errichtet; zu ihrer Bewachung wurde die Einheit von Rom dorthin verlegt. Die Kohorte nahm um 21 n. Chr. an der Niederschlagung eines Aufstands teil, der in Gallien unter der Führung von Iulius Florus und Iulius Sacrovir ausgebrochen war. Zwischen 42 und 47 wurde die Einheit in Lugdunum durch die Cohors XVII Lugudunensis abgelöst und nach Rom verlegt.
Die Einheit wurde zu Beginn der Regierungszeit von Vespasian (69–79) von Rom nach Karthago verlegt. Sie war Teil der Truppen, die zur Niederschlagung eines Aufstands eingesetzt wurden, der um 86 in Mauretanien ausgebrochen war. Danach nahm die Kohorte an den Dakerkriegen Domitians sowie an seinem Feldzug gegen Markomannen, Quaden und Sarmaten teil. Nach Beendigung der Kämpfe kehrte sie nach Karthago zurück.
Vermutlich unter Hadrian (117–138) kam die Kohorte von Karthago zurück nach Lugdunum. Eusebius berichtet in seiner Kirchengeschichte, dass die Einheit um 177 eine Christenverfolgung durchführte. Die Kohorte nahm 197 auf der Seite von Clodius Albinus an der Schlacht bei Lugdunum teil und wurde wohl nach dessen Niederlage durch den Sieger Septimius Severus aufgelöst.

## Standorte
Standorte der Kohorte in Africa waren:
- Karthago: Zahlreiche Inschriften wurden hier gefunden.

Standorte der Kohorte in Gallia Lugdunensis waren:
- Lugdunum: Zahlreiche Inschriften wurden hier gefunden.

## Angehörige der Kohorte
Folgende Angehörige der Kohorte sind bekannt:

### Kommandeure
| - Gaius Cestius Sabinus, ein Tribun - Gaius Gavius Silvanus, ein Tribun. | - Gaius Velius Rufus, ein Tribun - Numisius Clemens, ein Tribun: er wird auf dem Diplom von 193 als Kommandeur der Kohorte genannt. |

### Sonstige
| - [] Mar[]us, ein Soldat (CIL 8, 24683) - [] Rufrius Adiutor, ein Soldat (CIL 8, 1025) - C(aius) Bassius Corinthian(us), ein Centurio (CIL 5, 929) - C(aius) Fl(avius) [Ian]uarius (AE 1976, 443) - C(aius) Licinius Ingenus, ein Soldat (CIL 8, 1583) - C(aius) Magilius Albinus, ein Soldat (CIL 13, 1867) - Gaius Oppius Bassus, ein Soldat - C(aius) Tanusius Luppus, ein Soldat (CIL 8, 11107) - L(ucius) Blandius Paternus, ein Soldat (CIL 13, 1845) - L(ucius) Coranus Valens, ein Soldat (CIL 6, 2928) - L(ucius) Valerius Celer, ein Soldat: das Diplom von 79 wurde für ihn ausgestellt. - L(ucius) Valerius [C]eler, ein Soldat: das Diplom von 85 wurde für ihn ausgestellt. - L(ucius) Valerius Longinus, ein Veteran (CIL 5, 943) - M(arcus) Aquinus Verinus, ein Optio carceris (CIL 13, 1833) - M(arcus) Attius Marcell[us], ein Soldat (CIL 13, 1835) - M(arcus) Marclinius Lectus, ein Soldat (CIL 13, 1870) | - Manilius Quintinus, ein Soldat (CIL 13, 1829) - Paullus, ein Centurio (CIL 6, 2928) - Publilius, ein Centurio (CIL 8, 1025) - P(ublius) Octavius Primus, ein Soldat (CIL 13, 1875) - P(ublius) [T]e[tt]ius Sep[]minus, ein Centurio (CIL 8, 23910) - Q(uintus) Aullius Camers, ein Centurio (AE 1977, 182). Er war auch Centurio der Cohors III Vigilum. - Q(uintus) Camerius []us, ein Soldat (AE 1999, 1833) - Q(uintus) Cassius Vale(n)s, ein Soldat (CIL 6, 32735) - Q(uintus) Vilanius Nepos, ein Centurio (CIL 8, 1026) - Sex(tus) Cossutius Primus (CIL 13, 1852) - Sex(tus) Flavius Successus, ein Signifer (CIL 13, 1857) - S(purius) Egnatius Paulus: das Diplom von 193 wurde für ihn ausgestellt. - Tavip(ius), ein Centurio (CIL 8, 1583) - Titus Iulius Virilis, ein Veteran (CIL 13, 1865) - T(itus) Silius Hospes, ein Signifer (CIL 13, 1852) - T(itus) Sopatus Lucilius (AE 1935, 16) |

Die Soldaten der Kohorte waren nicht nur an militärischen Unternehmungen beteiligt, sondern wurden z. B. in der Provinz Africa sowohl als Polizeikräfte (stationarii) wie auch für Überwachungsaufgaben und sonstige Tätigkeiten eingesetzt. Aus der Inschrift (CIL 8, 23910) geht z. B. hervor, dass ein Centurio der Kohorte eine Grenzstreitigkeit zwischen zwei Städten regelte.